# Parafia Podwyższenia Krzyża Świętego w Hołynce
Parafia Podwyższenia Krzyża Świętego w Hołynce – rzymskokatolicka parafia znajdująca się w Hołynce, w diecezji grodzieńskiej, w dekanacie Sopoćkinie, na Białorusi.

## Historia
W 1714 hrabia Chreptowicz ufundował w Hołynce parafię unicką i murowany kościół. Parafia została zlikwidowana wraz ze skasowaniem unii kościelnej przez władze carskie w 1875. Kościół przejęła Cerkiew prawosławna.
W styczniu 1919 do Hołynki przybył kapłan rzymskokatolicki ks. Mateusz Płauszczynajtys. Zwrócono wówczas katolikom kościół oraz przywrócono parafię w obrządku rzymskim. W latach 1921–1922 świątynia została przebudowana. Od 1925 parafia należała do diecezji łomżyńskiej.
W 1947 służby sowieckie aresztował proboszcza hołynickiego ks. Władysława Krasowskiego (do 1954 więziony w Irkucku). Od tego czasu parafia nie miała kapłana. Komuniści zamknęli kościół. Wierni jednak po dorobieniu kluczy od świątyni, modlili się w niej. W 1958, za pozwoleniem władz, w kościele trzy msze odprawił proboszcz parafii Sopoćkinie ks. Józef Nowosadko. Były to jedyne msze w Hołynce w latach zamknięcia kościoła.
20 grudnia 1988 zarejestrowano parafię w Hołynce, odzyskano kościół oraz uzyskano u władz państwowych pozwolenie na przyjazdy do Hołynki kapłana katolickiego. Pierwszą mszę świętą odprawił w Wigilię Bożego Narodzenia 24 grudnia 1988 proboszcz parafii Sopoćkinie ks. Witold Łozowicki. W kolejnych latach przeprowadzono remont kościoła.